# William Oberländer
William Oberländer (1869 - 1946) was een Duits politicus.
William Oberländer was lid van de links-liberale Duitse Democratische Partij (Deutsche Demokratische Partei). Na de Novemberrevolutie van 1918 werd hij staatsminister (minister-president) van de Vrijstaat Reuss oudere linie (12 november 1918). Na de vereniging van de twee Duitse deelstaten Reuss oudere linie en Reuss jongere linie op 17 april 1919 werd hij - samen met Karl Freiherr von Brandenstein - een van de twee ministers van de Volksstaat Reuss (Volksstaat Reuß). Op 1 mei 1920 ging de Volksstaat Reuss op in de Vrijstaat Thüringen (Freistaat Thüringen).
William Oberländer trof namens de regering van de Volksstaat Reuss een schikking met de vroegere vorst-regent van Reuss Hendrik XXVII van Reuss jongere linie.
William Oberländer overleed in 1946.

## Verwijzingen
1. ↑  Deze Hendrik XXVII van Reuss jongere linie regeerde van 1913 tot 1918 als vorst over Reuss jongere linie en van 1908 tot 1918 was hij tevens regent van Reuss oudere linie
2. ↑  Fabian-Handbuch: Buecher- Und Kupferstichsammlung Greiz